# Svedberg
Un svedberg (símbol S, de vegades Sv) és una unitat no inclosa al SI que s'utilitza en ultracentrifugació. El seu nom neix en memòria del físic i químic suec Theodor Svedberg (1884-1971), a qui li van atorgar el Premi Nobel de Química l'any 1926 pel seu treball en química dels col·loides i la seva invenció de la ultracentrífuga.

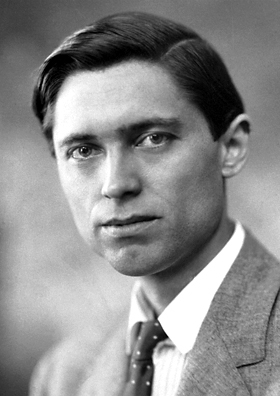
Theodor Svedberg, de qui rep el nom la unitat.

L'svedberg és una unitat per a mesurar el coeficient de sedimentació d'una partícula o macromolècula quan són centrifugats en condicions normals. Aquesta magnitud té dimensions de temps, de manera que un svedberg equival a 10-13 segons.
Els valors en unitats svedbergs no són additius, per exemple: els ribosomes eucariòtics estan formats per dues subunitats, una de 60S i una altra de 40S, però la suma dels dos no és de 100S sinó de 80S. Així mateix, els ribosomes de tipus procariota equivalen a 70S.